# San Nicolás (Pangasinán)
San Nicolás  (Bayan ng  San Nicolas - Ili ti San Nicolas)  es un municipio filipino de primera categoría, situado en la isla de Luzón. Forma parte de la provincia de Pangasinán situada en la Región Administrativa de Ilocos, también denominada Región I.

## Geografía
Municipio situado a los pies de los Montes Caraballo,  en el extremo nororiental de la provincia. Linada al norte con el municipio de Itogon en la provincia de Benguet; al sur con los municipios de Tayug y Natividad; al este con Santa Fé en la Provincia de Nueva Vizcaya y Carranglán en le de Nueva Écija; y al oeste con el municipio de San Manuel de Pangasinán.

### Barangays
El municipio  de San Nicolás se divide, a los efectos administrativos, en 33 barangayes o barrios, conforme a la siguiente relación:
| - Bensicán - Cabitnongán - Caboloán - Cacabugaoán - Calanutiáan - Calaocán - Camanggaán - Camindoroán - Casaratán - Dalumpinas | - Fianza - Lungao - Malico - Malilián - Nagkaysa - Nining - Población del Este - Población del Oeste | - Salingcob - Salpad - San Felipe del Este - San Felipe del Oeste - San Isidro (Santa Cruzan) - San José - San Rafael del Centro - San Rafael del Este | - San Rafael del Oeste - San Roque - Santa María del Este - Santa Marría del Oeste - Santo Tomás - Siblot - Sobol |  |

## Historia
Localidad fundada en 1610 por Nicolás Patricio.
En agradecimiento el pueblo adoptó el nombre de pila de su fundador y adoptaron San Nicolás de Tolentino como su santo patrón.

## Patrimonio
La iglesia parroquial católica bajo la advocación de  San Nicolás de Tolentino data de 1876 y hoy se encuentra bajo la jurisdicción de la diócesis de Urdaneta en la Arquidiócesis  de Lingayén-Dagupán.	